# قوس غاليريوس وروتوندا
قوس غاليريوس (باليونانية: Αψίδα του Γαλερίου)‏ أو Kamara (Καμάρα) و Rotunda (Ροτόντα) هي آثار تعود إلى أوائل القرن الرابع الميلادي في مدينة سالونيك، في منطقة مقدونيا الوسطى في شمال اليونان.

## تاريخ
أمر الإمبراطور الروماني غاليريوس في القرن الرابع باستخدام هذين الهيكلين كعناصر من منطقة إمبراطورية مرتبطة بقصره في ثيسالونيكي. عثر علماء الآثار على بقايا كبيرة من القصر في الجنوب الغربي. ربطت هذه الأبنية الضخمة الثلاثة بطريق يمر عبر القو، والذي يرتفع فوق الطريق الرئيسي شرق-غرب للمدينة.

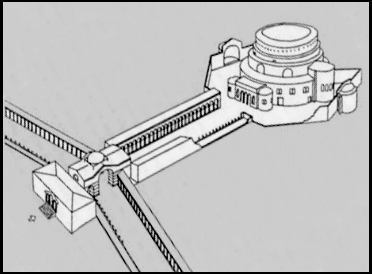
إعادة بناء مجمع Rotunda وقوس غاليريوس

في قلب المحاور الرئيسية للمدينة، أكد قوس غاليريوس على قوة الإمبراطور وربط الهياكل الأثرية بنسيج ثيسالونيكي في القرن الرابع. كان القوس مكونًا من لب حجري مكسو بألواح منحوتة من الرخام احتفالًا بالنصر على نارسيس (نارسيه)، الإمبراطور السابع في الإمبراطورية الفارسية الساسانية، عام 299 م. حوالي ثلثي القوس محفوظ.
كانت روتوندا عبارة عن بنية دائرية ضخمة ذات نواة حجرية لها كوة مثل البانثيون في روما. لقد مرت فترات متعددة من الاستخدام والتعديل كمعبد مشرك، وكنيسة مسيحية، ومسجد مسلم، ومرة أخرى كنيسة مسيحية (وموقع أثري). مئذنة محفوظة من استعمالها كمسجد، وبقايا أثرية مكشوفة على جانبها الجنوبي.

## موقع ووصف القوس

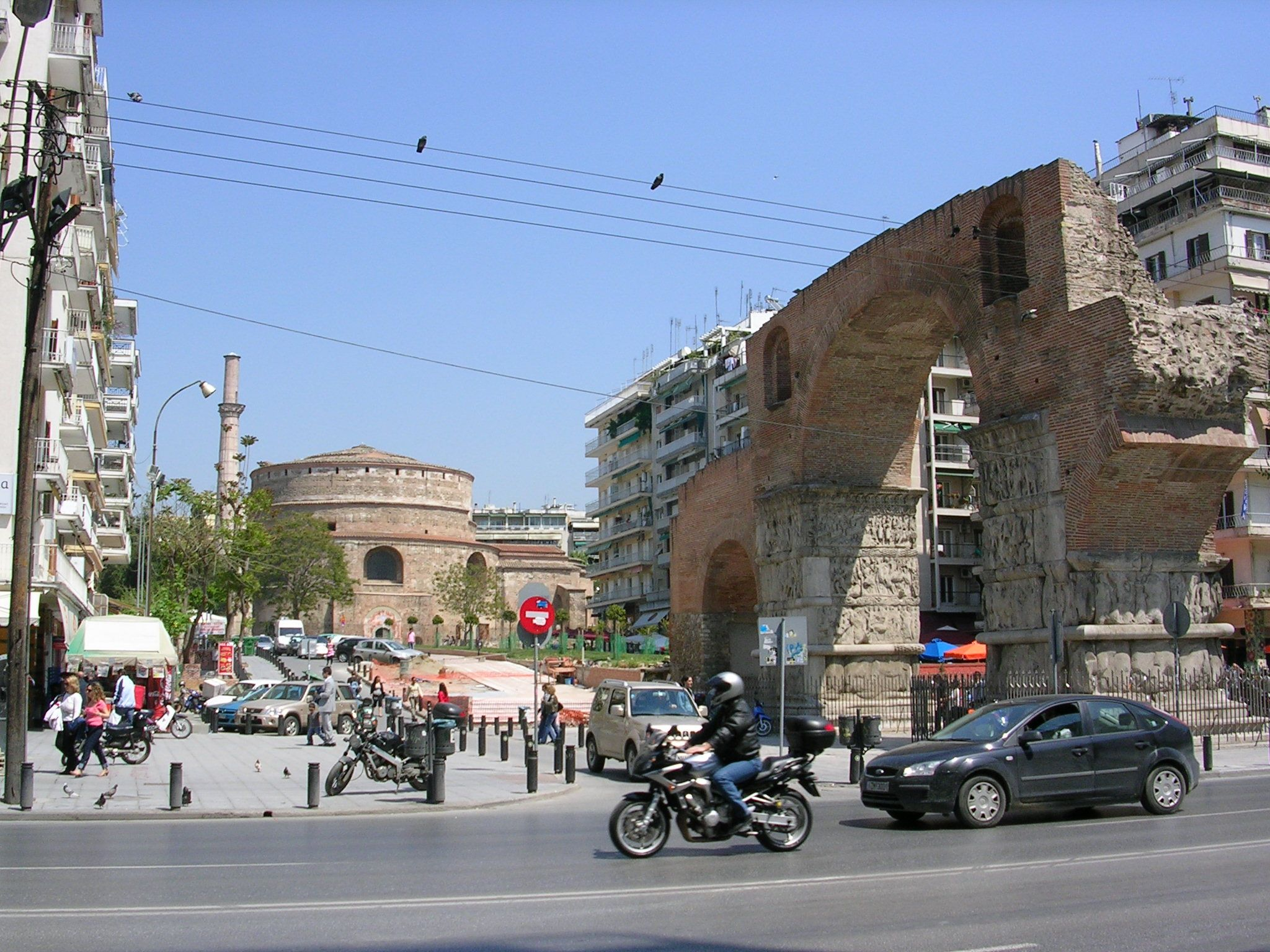
قوس جاليريوس والقاعة المستديرة (مع إضافة مئذنة) ، 299-303 م

يقف قوس غاليريوس على ما يُعرف الآن بتقاطع شارعي إجناتيا وديميتريو جوناري. امتد بناء القوس على عامي 298 و 299 بعد الميلاد. خصص في عام 303 م للاحتفال بانتصار رئيس رباعي غاليريوس على الفرس الساسانيين في معركة ساتالا والقبض عليها.[بحاجة لمصدر] عاصمتهم قطسيفون عام 298.

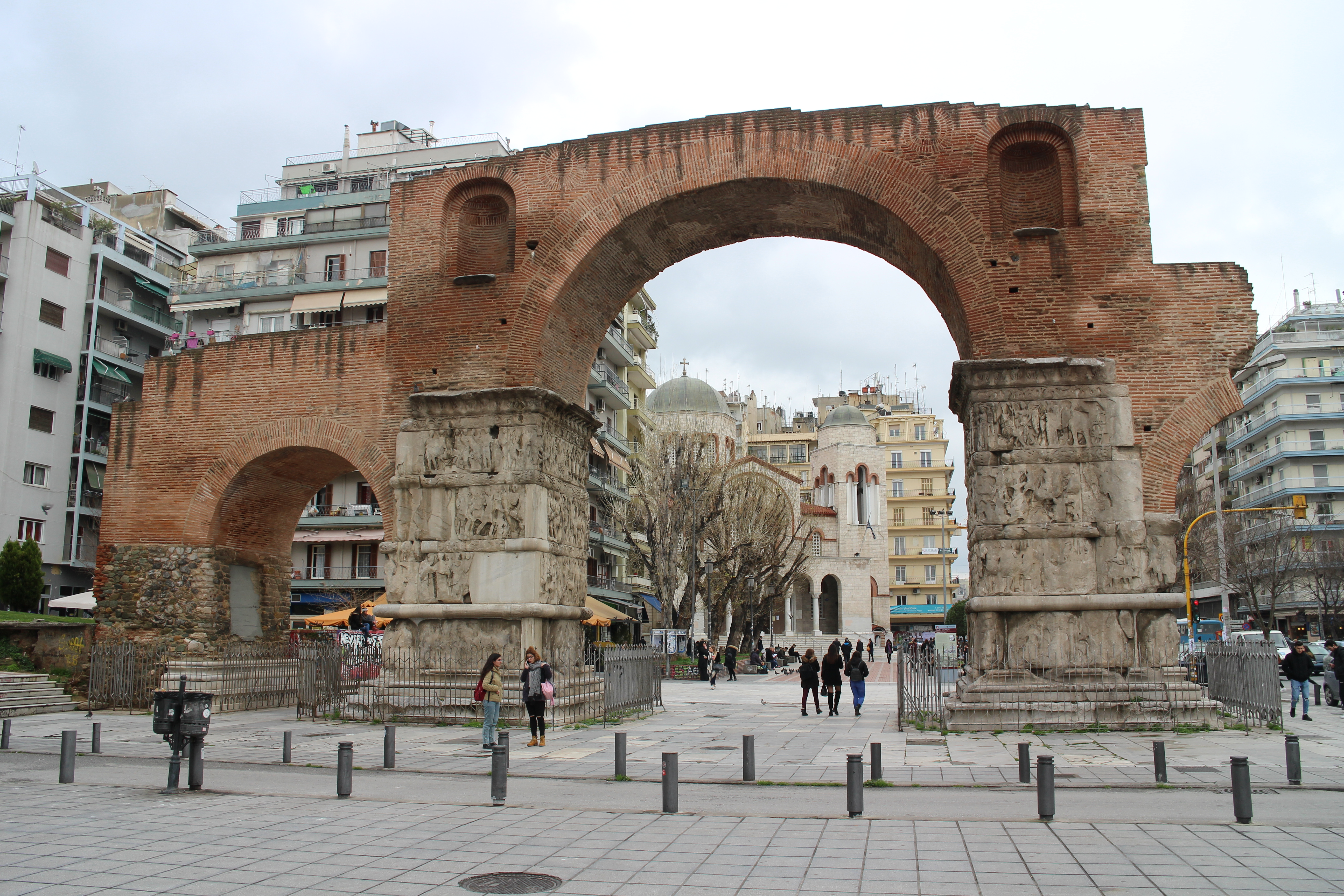
قوس جاليريوس

كان الهيكل عبارة عن أخطبوط (بوابة ذات ثمانية أعمدة) تشكل قوسًا ثلاثيًا بني من لب حجري من الأنقاض واجه أولاً بالآجر ثم بألواح رخامية ذات نقوش منحوتة. كان الفتح المركزي المقوس بعرض 9.7 متر وارتفاع 12.5 مترًا، والفتحات الثانوية على الجانب الآخر بعرض 4.8 متر وارتفاع 6.5 متر. امتد القوس المركزي على جزء من طريق إجناتيا (الطريق الروماني الأساسي من Dyrrhacium إلى بيزنطة) الذي مر عبر المدينة باعتباره ديكومانوس (الشارع الرئيسي بين الشرق والغرب). طريق يربط روتوندا (125 م شمال شرق) بمجمع القصر (235 م جنوب غرب) يمر عبر القوس على طول محوره الطويل.
بقيت الأعمدة الثلاثة الشمالية الغربية فقط من الأعمدة الثمانية وأجزاء من نوى البناء للأقواس أعلاه على قيد الحياة: أي ضاع الجانب الشرقي بأكمله (الأعمدة الأربعة) وأقصى الجنوب من الأعمدة الغربية. أجريت عمليات دمج واسعة النطاق مع الطوب الحديث على لباب البناء المكشوفة لحماية النصب التذكاري. يحتفظ العمودان المحيطان بالممر المركزي المقوس بألواحهما الرخامية المنحوتة، والتي تصور حروب غاليريوس ضد الفرس بمصطلحات مدح على نطاق واسع.

### برنامج النحت للقوس

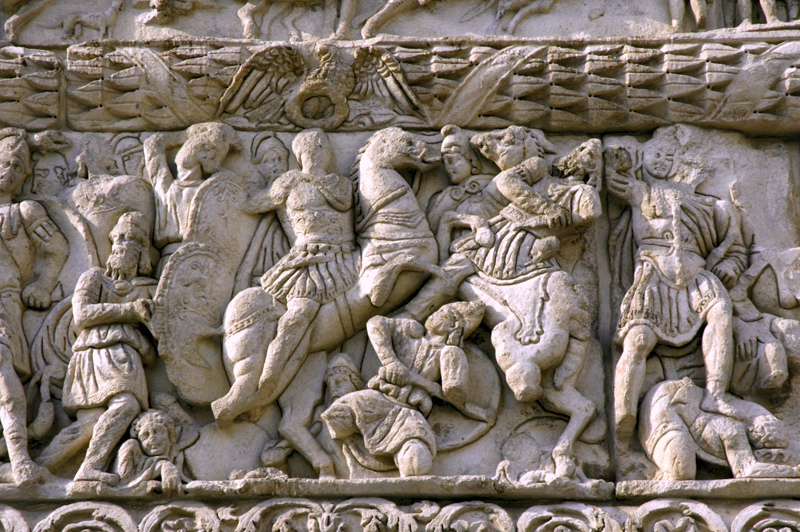
غاليريوس (يسار) يهاجم نارسيس (يمين)

إن فهم البرنامج النحتي للقوس محدود بفقدان غالبية الألواح الرخامية، لكن البقايا تعطي انطباعًا عن الكل. نحتت أربعة ألواح مرتبة رأسياً من الزخرفة المنحوتة على كل عمود، كل منها مفصولة بقوالب متقنة. تشير التسمية الخاصة بنهر دجلة إلى وجود ملصقات محتملة على تمثيلات أخرى حسب ما اعتبره البناة ضروريًا. رخصت  التمثيلات فنيا، على سبيل المثال، يظهر قيصر غالريوس في قتال شخصي مع ساساند شاه نارسس في إحدى اللوحات؛ على الرغم من أنهم لم يلتقوا أبدًا في المعركة.[بحاجة لمصدر] على القوس، يهاجم غاليريوس راكبًا نارسًا مشابهًا برمح بينما يقترب نسر يحمل إكليل النصر في مخالبه من غاليريوس. يجلس القيصر بشكل آمن على حصانه الذي يربيه، بينما يبدو الملك الفارسي غير مصحوب بالحصان. الفرس المرعوبون ينكمشون تحت حوافر حصان القيصر في فوضى المعركة. تعبر اللوحة عن قوة قيصر غاليريوس.

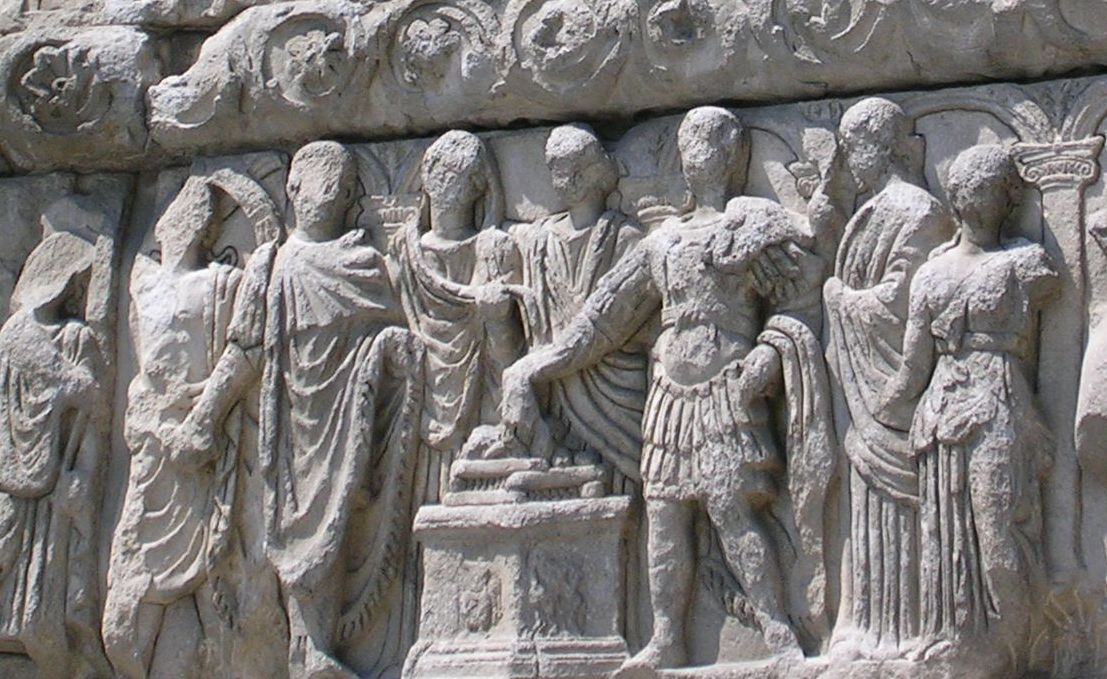
العائلة الإمبراطورية في ذبيحة الشكر.

يعود الفضل في إغاثة العائلة الإمبراطورية الملتصقة في تضحية الشكر إلى نموذجها الأولي البعيد إلى نقوش أوغسطان على آرا باسيس في روما. زوجة جاليريوس، فاليريا ابنة دقلديانوس، تظهر بجانبه، مما يساعد في التحقق من علاقته بسلفه. هنا كما في أي مكان آخر، نقشت جميع الوجوه بعناية، سواء كانت damoriae أو في التعصب الثقافي اللاحق للصور.
في لوحة أخرى، رُتبت جميع الكرات الرباعية في التوجا حيث تحمل فيكتوريا إكليل النصر على رأسي أوغوستي. تحتفل اللوحة الثالثة بوحدة النظام الرباعي، مع تصوير لرباع رباعي يقفون معًا؛ تذكرنا الطريقة غير الشخصية التي تصوربها الكواكب الرباعية بالتماثيل التخطيطية للرؤساء الرباعية في الرخام السماقي في كنيسة القديس مرقس في البندقية.  فقط غاليريوس يرتدي درعًا، وهو يصنع القرابين على المذبح.
ما تبقى من القوس يؤكد مجد النظام الرباعي وبروز غاليريوس داخل هذا النظام. يحتفل القوس بالإمبراطورية الرومانية كجزء من انتصار غاليريوس على الملك الساساني.  جسد غاليريوس أيضًا على حصانه على اليمين، أثناء مهاجمته للحرس الساساني.

## روتندا غاليريوس

### موقع ووصف القاعة المستديرة

يخطط

تقع روتندا غاليريوس على بعد 125 مترًا شمال شرق قوس غاليريوس عند 40 ° 37'59.77 «شمالًا، 22 ° 57'9.77» شرقًا. تُعرف أيضًا (من خلال تكريسها واستخدامها) باسم الكنيسة الأرثوذكسية اليونانية لأجيوس جورجيوس، وتسمى بشكل غير رسمي كنيسة روتندا (أو ببساطة الروتندا).
بني الهيكل الأسطواني في عام 306 م بناءً على أوامر من رئيس رباعي غاليريوس، الذي كان يعتقد أنه قصد أن يكون ضريحه.[بحاجة لمصدر]
يبلغ قطر روتندا 24.5 م. يبلغ سمك جدرانه أكثر من 6 أمتار، ولهذا صمدت أمام زلازل سالونيك. تقطع الجدران ثمانية خلجان مستطيلة، ويشكل المدخل الغربي الخليج. تتوج قبة من الطوب المسطحة، بارتفاع 30 متراً، الهيكل الأسطواني. في تصميمها الأصلي، كانت قبة روتندا تحتوي على كوة، كما هو الحال مع البانثيون في روما.

### استخدامات القاعة المستديرة

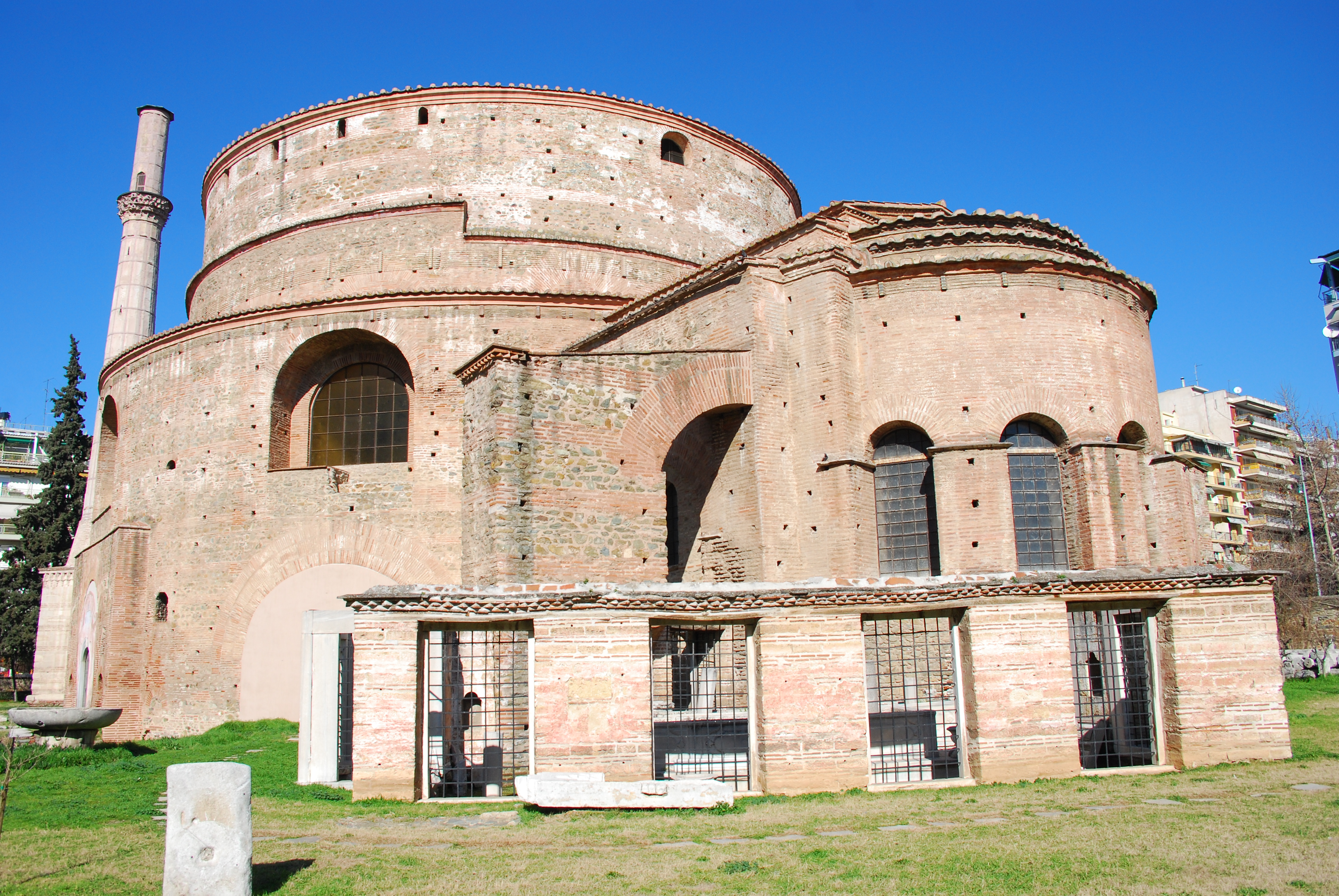
منظر للمذبح في Rotunda of Galerius ، في البداية ضريح الإمبراطور الروماني غاليريوس، ثم كنيسة مسيحية، ثم مسجد. وهو الآن أحد مواقع التراث العالمي لليونسكو ويعمل ككنيسة في بعض أيام السنة.

بعد وفاة غاليريوس عام 311، دُفن في جامزيغراد (فيليكس روموليانا) بالقرب من زاجيكار، صربيا. ظلت القاعة المستديرة فارغة لعدة عقود حتى أمر الإمبراطور ثيودوسيوس الأول بتحويلها إلى كنيسة مسيحية في أواخر القرن الرابع. زينت الكنيسة بفسيفساء عالية الجودة. لم يتبق من الزخرفة الأصلية سوى شظايا، على سبيل المثال، فرقة تصور قديسين بأيدي مرفوعة في الصلاة، أمام تخيلات معمارية معقدة.
استخدم المبنى ككنيسة (كنيسة أسوماتون أو رئيس الملائكة) لأكثر من 1200 عام حتى سقطت المدينة في أيدي العثمانيين. في عام 1590 حول إلى مسجد يسمى مسجد سليمان هرتجي أفندي، وأضيفت مئذنة إلى الهيكل. استخدم مسجدا حتى عام 1912، عندما استولى الإغريق على المدينة خلال حرب البلقان. أعاد المسؤولون الأرثوذكس الروم تكريس الهيكل ككنيسة، وتركوا المئذنة. تضرر الهيكل خلال زلزال عام 1978 ولكنه رمم لاحقًا. اعتبارًا من 2004 ، كانت المئذنة لا تزال قيد التثبيت بالسقالات. أصبح المبنى الآن نصبًا تاريخيًا في إطار إفورات الآثار البيزنطية التابعة لوزارة الثقافة اليونانية، على الرغم من أن الكنيسة الأرثوذكسية اليونانية يمكنها الوصول إلى النصب التذكاري لمختلف الاحتفالات في بعض أيام السنة (مثل كنيسة القديس جورج).
تعتبر روتندا أقدم كنائس ثيسالونيكي. تزعم بعض المنشورات اليونانية أنها أقدم كنيسة مسيحية في العالم، على الرغم من وجود منافسين لهذا اللقب. إنه أهم مثال على قيد الحياة لكنيسة من الفترة المسيحية المبكرة للجزء الناطق باليونانية من الإمبراطورية الرومانية.

## الحواشي
1. ↑  وصلة مرجع: https://whc.unesco.org/en/list/456/multiple=1&unique_number=528.
2. ↑  The palace of Galerius was built on a massive scale using primarily local materials. It may have been built over the destruction layer of a fire that cleared an area. Expansive areas of mosaic are preserved in several areas. A structure linked to the palace and called the Octagonal Room is at the southwest end of the excavated area at 40°37'48.53"N, 22°56'55.99"E; thought at one point to be a ضريح, it may have been a monumental entryway to the palace. Beside the palace to the northeast was a هيبودروم.
3. ↑  At this point Galerius was a Caesar (subordinate emperor); he became one of the two Augusti (head emperors) in 305 AD, when ديوكلتيانوس abdicated.
4. ↑  The other parts of the structure were destroyed at an unknown date, probably during one of many زلزال, which have damaged Thessaloniki throughout its history.
5. ↑  Nasrallah، Laura (2005). "Empire and Apocalypse in Thessaloniki: Interpreting the Early Christian Rotunda". Journal of Early Christian Studies. ج. 13 ع. 4: 475.

### المنحنى
- Dyggve ، E. (كوبنهاغن، 1945). "Recherches sur le palais Imperial de Thessalonique".
- إنجيمان، ج. (JAC 22، 1979). "Akklamationsrichtung، Sieger- und Besiegtenrichtung auf dem Galeriusbogen in Saloniki".
- Garrucci ، P. (W. Wylie ، trans.). (NC 10، 1870). «ميدالية نحاسية تمثل الانتصار الفارسي لماكسيميانوس غاليريوس».
- هيبرارد، إي (BCH 44، 1920). "L'Arc de Galère & l'église Saint-Georges à Salonique".
- كينش، كانش (باريس، ١٨٩٠). «لارك دي تريومف دي سالونيك».
- لاوبشر، إتش بي (برلين، 1975). «Der Reliefschmuck des Galeriusbogens في سالونيك».
- ماكاروناس، سي جيه (سالونيكا، 1970). قوس غاليريوس في ثيسالونيكي.
- ماير، هـ. (JdI 95، 1980). "Die Frieszyklen am sogenannten Triumphbogen des Galerius in Thessaloniki".
- بوند روثمان، إم إس (AJA 81، 1977). «التنظيم المواضيعي للوحة النقوش على قوس غاليريوس».
- بوند روثمان، ماجستير (الدراسات البيزنطية / الدراسات البيزنطية 2: 1، 1975). «لوحة الأباطرة على قوس جاليريوس».
- Sutherland، CHV (London، 1967)، RIC IV: From Diocletian's Reform (AD 294) to the Death of Maximinus (AD 313)
- فيلينيس، ج. (AA ، 1979). "Architektonische Probleme des Galeriusbogens in Thessaloniki".
- فيلينيس، ج. (AA ، 1983). «Nachträgliche Beobachtungen am Oberbau des Galeriusbogens في سالونيك».
- فيرميول، سي سي (كامبريدج، ماساتشوستس، 1968). «الفن الإمبراطوري الروماني في اليونان وآسيا الصغرى».
- فون شونبيك، هـ (BZ 37، 1937). "Die zyklische Ordnung der Triumphalreliefs am Galeriusbogen in Saloniki".
- فون شونبيك، هـ. (JbBerlMus 58، 1937). (يحافظ على صورة رأس غاليريوس المفقود الآن، ربما من قوس غاليريوس الكبير. كان رئيس الإغاثة في برلين.)

### القصر
- Αθανασιου ، Φ. وآخرون. (ΑΕΜΘ 8، 1994). "Νεα στοιχεια για το Οκταγωνο του γαλεριανου συγκροτηματος".
- Αθανασιου ، Φ. وآخرون. (Θεσσαλονικεων πολις 3، 1981). "τα ανακτορα Γαλεριου στη Θεσσαλονικη ، Μεθοδολογια αποκαταστασης".
- Αθανασιου ، Φ. وآخرون. (Θεσσαλονικεων πολις 4، 2001). "Το λουτρα ανακτορικου συγκροτηματος του Γαλεριου".
- Dyggve ، E. (كوبنهاغن، 1945). "Recherches sur le palais Imperial de Thessalonique".
- Dyggve ، E. (أطروحات Pannonicae ser.2، 11، 1941). "Kurzer vorläufiger Bericht über die Ausgrabungen im Palastviertel von Thessaloniki".
- هيبرارد، إي (BCH 44، 1920). "Les Travaux du Service archéologique d ' Armée d'Orient a l'arc de triomphe de Galère & à l'arc de triomphe de Galère et à l'église Saint-Georges de Salonique".
- Καραμπερη ، Μ. (AAA 23-28، 1990-1995). "Ο πολος του Οκταγωνο στο αλεριανο συγκροτημα και η ε με το νοτιο μεγαλο περιστυλιο".
- Καραμπερη ، Μ. (Θεσσαλονικεων πολις 3، 2000). "Η αυτοκρατορικη εδρα Θεσσαλονικη".
- ساسل، ج. (محرر.). تابولا إمبيري روماني (ورقة K34).
- فيشرز، إم (BSA 66، 1971). «ملاحظة على القصر البيزنطي في ثيسالونيكي».
- Ward-Perkins ، JB (نيويورك، 1981). «العمارة الإمبراطورية الرومانية».

### مرجع عام
- بيانكي باندينيللي، ر. (نيويورك، 1971). «روما: الإمبراطورية المتأخرة».
- بريليانت، ر. (الفن 10، 1970). «الجوانب الزمنية في الفن الروماني المتأخر».
- براون، ب. (نيويورك، 1971). «عالم العصور القديمة المتأخرة».
- كاميرون، أ. (كامبريدج، ماساتشوستس، 1993). «الإمبراطورية الرومانية اللاحقة، 284-430 م».
- كلاينر، دي (نيو هافن، 1992). «النحت الروماني».

## روابط خارجية
- وزارة الثقافة اليونانية